# سایاکا موراتا
سایاکا موراتا (به ژاپنی: 村田沙耶香 Murata Sayaka؛ متولد ۱۴ آگوست ۱۹۷۹) نویسنده ژاپنی است. او برنده جوایزی چون گانزو برای نویسندگان جوان، یوکیو میشیما، چهره جدید ادبی نوما و آکوتاگاوا شده است.

## زندگی
موراتا سال ۱۹۷۹ در شهر اینزای استان چیبای ژاپن متولد شد. در کودکی رمانهای علمی تخیلی و معمایی که از برادر و مادرش قرض می گرفت را می خواند و در کلاس چهارم دبستان هنگامی که شروع به نوشتن یک رمان کرد مادرش برایش یک واژه‌پرداز گرفت. پس از اتمام موراتا مدرسه راهنمایی را در اینرای خانواده اش به توکیو نقل مکان کردند، جاییکه او از دبیرستان کاشیوا (وابسته به دانشگاه نیشوگاکوشا) فارغ التحصیل و به دانشگاه تاماگاوا رفت.
رمان اولش شیردهی در سال ۲۰۰۳ برنده جایزه گانزو برای نویسندگان جوان شد. او در سال ۲۰۱۳ برنده جایزه میشیما یوکیو برای کتاب از استخوانها، از گرمای بدن و از سفید کردن شهر و در ۲۰۱۴ برنده جایزه حس جنسیتی شد. در سال ۲۰۱۶ دهمین رمانش زن خواربار فروش برنده جایزه ارزنده آکوتاگاوا شد. و مجله وگ ژاپن او را به عنوان یکی از زنان سال انتخاب کرد. زن خواربار فروش بیش از ۶۰۰،۰۰۰ نسخه در ژاپن فروخت و اولین کتابی از او بود که به انگلیسی ترجمه شد. او در طول دوران نویسندگیش به عنوان فروشنده پاره وقت یک خواربار فروشی در توکیو مشغول به کار است.

## آثار
- شیردهی (۲۰۰۵)
- موش (۲۰۰۸)
- ترانه نقره ای (۲۰۰۹)
- آب برای ستارگان (۲۰۱۰)
- طاق (۲۰۱۱)
- از استخوانها، از گرمای بدن، از سفید کردن شهر (۲۰۱۲)
- تولدهای جنایت (۲۰۱۴)
- جهان رو به زوال (۲۰۱۵)
- زن خواربار فروش (۲۰۱۶)
- زمینی‌ها (۲۰۲۰)